# Partido Popular de Hungría
El Partido Popular de Hungría (en húngaro: Magyaroszági Néppárt) fue un partido político de la Transleitania, fundado en 1894 y disuelto en 1918. El partido surgió por oposición a las leyes laicas del gubernamental Partido Liberal (libertad de culto, admisión del matrimonio civil, implantación del registro civil o reconocimiento del judaísmo) que redujeron la influencia de la Iglesia católica. Pese a su oposición a los liberales, la formación, dominada por la familia aristocrática de los Zichy, participó en Gobiernos de coalición en los periodos 1905-1910 y 1917-1918. Al abogar por la aplicación de la ley de nacionalidades de 1868 que garantizaba en teoría la igualdad de los ciudadanos ante la ley sin importar su lengua, cultura o raza, contó con el apoyo de ciertos sectores de la minorías del reino. Fue el mayor partido católico de Hungría en es época.